# Assumpta Serna

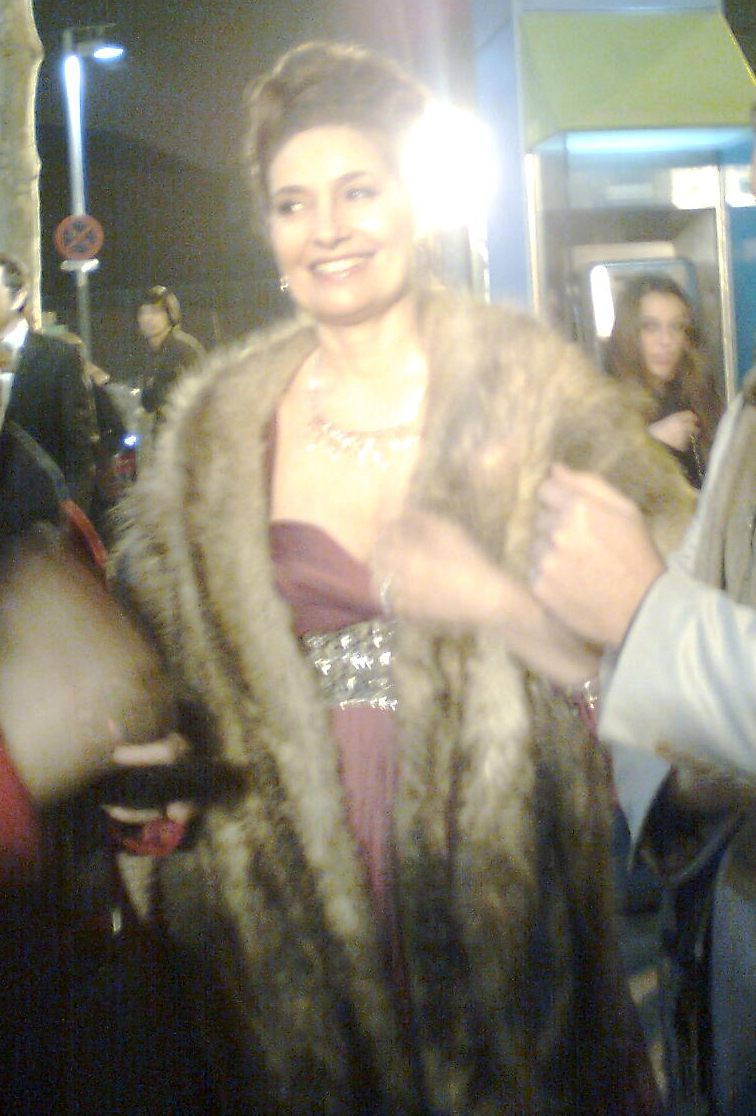
Assumpta Serna

Assumpta Serna (* 16. September 1957 in Barcelona; eigentlich Assumpta Rodés i Serna) ist eine spanische Schauspielerin und Autorin.

## Leben
Serna brach in Barcelona ein Jurastudium ab und widmete sich der Schauspielerei.
Serna war von 1982 bis 1985 mit dem Schauspieler Carlos Tristancho verheiratet. 1993 heiratete sie ihren Schauspielkollegen Scott Cleverdon, mit dem sie 2005 die Firma first team gründete, die in mehreren Ländern Schauspielkurse anbietet.  Sie war Repräsentantin Spaniens in der European Film Academy und organisierte in Barcelona den European Film Award 2004. Sie ist Mitglied der gemeinnützigen Organisation AISGE (Artistas, Intérpretes, Sociedad de Gestión), die sich um den Schutz von geistigem Eigentum im audiovisuellen Bereich kümmert.

## Werke
Assumpta Serna ist Autorin zweier Bücher über Schauspiel-Interpretationstechniken:  El trabajo del actor de cine und Monologues in V.O.

## Ehrungen
- Für ihre Hauptrolle in The Fencing Master (El Maestro de Esgrima) wurde Serna 1993 als beste Hauptdarstellerin für den Goya nominiert.[3]
- Im Jahr 2003 war sie Jurymitglied bei den Internationalen Filmfestspielen von Venedig.[1]

## Filmografie (Auswahl)
- 1979: 7 cabalgan hacía la muerte
- 1986: Matador
- 1987: Ballade vom Hundestrand (Balada da Praia dos Cães)
- 1989: Falcon Crest
- 1989: Wilde Orchidee (Wild Orchid)
- 1990: Ich, die Unwürdigste von allen (Yo, la peor de todas)
- 1992: The Fencing Master (El Maestro de Esgrima)
- 1993–94: Die Scharfschützen (Sharpe)
- 1994: Nostradamus
- 1995: The Shooter – Ein Leben für den Tod (The Shooter / Hidden Assassin)
- 1996:  Der Hexenclub (The Craft)
- 2003: Henry VIII
- 2005: The Piano Tuner of Earthquakes
- 2011–14: Borgia